# 阿卜杜洛·拉希姆巴耶夫
阿卜杜洛·拉希姆巴耶维奇·拉希姆巴耶夫，（俄语：Абдулло́ Рахимба́евич Рахимба́ев，1896年6月1日（格里历：5月19日）—1938年5月7日）乌兹别克族，苏联革命家、党和国家领导人。曾任突厥斯坦苏维埃社会主义自治共和国中央执行委员会主席、布哈拉共产党（布）中央委员会执行书记、乌兹别克共产党（布）临时中央组织局书记、突厥斯坦共产党（布）中央委员会书记、乌兹别克苏维埃社会主义共和国革命委员会委员、苏联教育人民委员会少数民族委员会主席、塔吉克苏维埃社会主义共和国人民委员会主席、苏联中央执行委员会主席等职务。1938年死于大清洗。

## 生平
- 1896年6月1日出生于胡占德的一个商人家庭。幼年接受伊斯兰教经堂教育。1908年-1917年，在胡占德、撒马尔罕和塔什干接受新式教育。1917年毕业于塔什干师范学院，毕业后曾做过教师。随后参加革命工作。
- 1917年-1919年，胡占德穆斯林工人委员会书记。1919年1月加入俄共（布）。
- 1919年1月-12月，费尔干纳州草原区政府秘书；胡占德区区长兼胡占德市长。
- 1919年12月-1920年5月，突厥斯坦共产党（布）撒马尔罕州委书记。
- 1920年8月-1921年5月，突厥斯坦苏维埃社会主义自治共和国中央执行委员会主席兼俄共（布）中央突厥斯坦局委员。
- 1921年3月-1922年6月，苏俄民族人民委员会委员。
- 1922年5月-1926年9月，突厥斯坦方面军军事委员会委员。期间，1922年6月-10月，突厥斯坦苏维埃社会主义自治共和国中央执行委员会主席。1923年7月-11月，布哈拉共产党（布）中央委员会执行书记。1923年11月-1924年11月，突厥斯坦共产党（布）中央书记处书记。1924年-1926年，俄共（布）中央中亚局委员。1924年4月起，俄共（布）中央委员会中亚局国界划定委员会委员、乌兹别克分委员会主任。1924年10月-1925年2月，乌兹别克共产党（布）中央临时组织局书记。1924年11月-1925年2月，乌兹别克苏维埃社会主义共和国革命委员会委员。
- 1926年10月-1928年6月，莫斯科马列主义学院学习。
- 1928年6月-1929年5月，苏联人民出版社董事长。
- 1929年6月-1933年12月，苏联教育人民委员会少数民族委员会主席。
- 1933年12月-1937年9月，塔吉克苏维埃社会主义共和国人民委员会主席。期间，1934年7月-1937年9月，苏联中央执行委员会主席。
- 1937年9月7日在斯大林纳巴德被捕，并开除党籍。随即被送往莫斯科列福尔托夫斯克监狱关押。
- 1938年5月7日被苏联最高法院军事审判庭判处死刑，于布托沃刑场执行，终年41岁。
- 1956年平反并恢复党籍。

拉希姆巴耶夫是俄共（布）10-14、16大；第13-14次代表会议代表；第11、13届中央候补委员；第12届中央监察委员。

## 荣誉
- 花剌子模人民苏维埃共和国红旗勋章
- 列宁勋章（1935）